# Radimir Čačić
Radimir Čačić (Zagreb, 11. svibnja 1949.), hrvatski je političar i gospodarstvenik, od kraja 2011. do 14. studenoga 2012. obnašao je dužnost prvog potpredsjednika Vlade Republike Hrvatske i ministra gospodarstva.

## Životopis
Radimir Čačić, hrvatski je političar i gospodarstvenik. Majka Dragica bila je službenica. Otac Milan kao tajnik Omladinske organizacije HSS-a u Sušaku te kao sekretar organizacije SKOJ-a odlazi u partizane. Nositelj je spomenice 1941., niza ratnih i poratnih odlikovanja, a tijekom 2. svjetskog rata bio je i vijećnik ZAVNOH-a. Nakon 2. svjetskog rata bio je u nekoliko mandata zastupnik u Hrvatskom saboru, tajnik Vlade i član Vlade Savke Dabčević-Kučar i Dragutina Haramije te do umirovljenja u 49. godini republički javni tužitelj.
Radmir Čačić gimnaziju i Arhitektonski fakultet završio je u Zagrebu u prvom predroku, dok je poslijediplomski studij završio na J. F. Kennedy School of Government, na Harvardu. Neposredno po završetku obrazovanja, od 1973. do 1977. godine radi u Interpublicu, u Zagrebu, uglavnom na poslovima za američko Ministarstvo trgovine za koje realizira međunarodne izložbe u Moskvi i Brnu.
Godine 1978. u Varaždinu formira tvrtku CONING, kojoj je glavni direktor, i zajedno s menadžmentom, pretežni vlasnik do 2000. godine. Između 1993. i 1999. tvrtka je oduzeta dioničarima odlukom Vlade HDZ-a, a odlukom Ustavnog suda uništena vraćena vlasnicima 1999. godine.
Do suđenja zbog rušenja samoupravnog sistema SFRJ 1985. godine, je predavao, kao vanjski predavač, na Građevinskom fakultetu Sveučilišta u Zagrebu, te na poslovnoj školi osnovanoj zajedno s Harvard business school. U dva mandata je bio predsjednik udruženja projektnih i savjetodavnih organizacija Hrvatske, od 2001. do 2011. godine bio je predsjednik Hrvatskog teniskog saveza, a početkom 1990. godine i jedan od osnivača i najveći dioničar tvrtke ZAGAL, danas Croatia Airlines.
Godine 1991. je osnovao vojnu jedinicu Odred dragovoljaca Coninga koja je sudjelovala u ratnim operacijama u Varaždinu i pobjedi nad jedinicama varaždinskog tenkovskog korpusa čijom predajom je stvoren materijalni temelj formiranja Hrvatske vojske, jer su osvojena 84 tenka (do tada ni jedan) i 88 oklopnih vozila, desetine topova i teških haubica te ogromna količina druge vojne opreme, što predstavlja prijelomnicu u Domovinskom ratu. Čačić je vodio pregovore i bio talac za poštovanje uvjeta predaje i sigurnost prebacivanja razoružanih pripadnika JNA u Srbiju. Brigadir je Hrvatske vojske te odlikovan spomenicom Domovinskog rata i Redom kneza Domagoja s ogrlicom.
Dana 8. siječnja 2010. u Mađarskoj je na autocesti za Budimpeštu kraj grada Siofaka uzrokovao prometnu nesreću u kojoj su smrtno stradale dvije osobe: Imrene Antal i Gyorgy Liptak. 29. lipnja 2012. godine, na sudu u Kapošvaru Čačić je osuđen na 22 mjeseci zatvora uvjetno, uz rok kušnje od tri godine . Također je osuđen na plaćanje sudskih troškova s 1,9 milijuna mađarskih forinti i zabranu upravljanja automobilom u Mađarskoj na iduće tri godine. 14. studenog 2012. sud u Mađarskoj je presudio kako Čačić ipak mora u zatvor. Istog je dana Čačić podnio ostavku na dužnost potpredsjednika Vlade RH, kao i na mjesto predsjednika Hrvatske narodne stranke. Od 17. lipnja 2013. do 20. lipnja 2014. odslužio je kaznu zatvora u kazneno-popravnom domu u Valturi.

## Politička karijera
Godine 1985. osuđen je zbog "rušenja samoupravnog sistema SFRJ" u prvostupanjskoj i drugostupanjskoj instanciji, no po zahtjevu za zaštitu zakonitosti oslobođen odlukom Vrhovnog suda Hrvatske.
Na izborima 1990. godine kao nezavisni kandidat u Koaliciji Narodnog sporazuma Čačić ima najveći postotak glasova za oporbenog kandidata u Hrvatskoj, a iste je godine ukazom predsjednika Republike, imenovan u Ustavnu komisiju za izradu prijedloga novog Ustava Republike Hrvatske. Suosnivač je HNS-a i član Predsjedništva od 1990. te potpredsjednik od 1993. godine, dok je od 1994. – 2000. predsjednik stranke, kao i od 2008. do 2013. godine.
Izabran je za zastupnika u Saboru RH izborima 1995. 1997., 2000., 2003., 2007., 2011., 2015. i 2020 godine.
Čačić 2000. – 2003. zastupnički mandat u Saboru stavlja u mirovanje i obavlja dužnosti Ministra za javne radove, obnovu i graditeljstvo i člana užeg kabineta Vlade. Veliki projekti kao što su autoceste i program društveno poticane stanogradnje danas se vežu uz ime Radimira Čačića i svakako su najveći projekti njegovog ministarskog staža. Po modelu koji je postavio nastavljena je njihova realizacija, ali je cijena kilometra autocesta u vladama HDZ-a nakon njegovog mandata udvostručena, prosječno s 5 na 10 milijuna eura. 2005. godine Čačić ponovo stavlja zastupnički mandat u mirovanje i postaje župan Varaždinske županije gdje osmišljava implementaciju javno-privatnog partnerstva (JPP) u Hrvatskoj. Uvodi prvi puta u Hrvatskoj besplatan prijevoz srednjoškolaca i gotovo sve osnovne i srednje škole Varaždinske županije prevodi na jednosmjensku nastavu. Dužnost župana obnaša do sredine 2008. godine, te se u listopadu iste godine vraća na dužnost zastupnika u Hrvatskom Saboru, istodobno obnašajući dužnost predsjednika Hrvatske narodne stranke.
Na parlamentarnim izborima 2011. god. u koaliciji sa SDP-om osvaja njegov HNS vlast u Hrvatskoj, te R. Čačić postaje Prvim potpredsjednikom Vlade RH. Tu dužnost obnaša do studenog 2012. godine, kada postaje pravomoćnom presuda zbog teške prometne nesreće (sa smrtnim ishodom) u Mađarskoj. Čačić nakon pravomoćnosti presude daje ostavku na dužnosti u Vladi i stranci, a od lipnja 2013. godine odslužuje dvogodišnju zatvorsku kaznu.
U siječnju 2014. godine vodstvo HNS-a je donedavnog (i dugogodišnjeg) predsjednika stranke isključilo iz članstva: razlozi nisu posve jasni, ali mediji navode da je vodstvu stranke smetalo što je Čačić tijekom izdržavanja zatvorske kazne bez njihove privole kontaktirao s političarima izvan stranke, te iskazivao ambicije da se nakon odsluženja kazne vrati u vodstvo stranke i Vlade RH.
U mandatu njegove ostavke i izbacivanja iz stranke HNS je imao 14 zastupnika, dok je na izborima 2020. osvojio jednog zastupnika.
Dio uglednih članova HNS-a nakon Čačićevog izbacivanja i sami demonstrativno napuštaju stranku, osobito u Čačićevoj domicilnoj Varaždinskoj županiji, te se od ožujka 2014. godine aktivno radi na osnivanju nove stranke narodnjaka "lojalnih Čačiću". U prisutnosti Radimira Čačića - koji je u lipnju 2014. god. završio odsluženje zatvorske kazne - osnovana je 28. rujna 2014. god. u Zagrebu "Narodna stranka – Reformisti"; Radimir Čačić je aklamacijom izabran za prvog predsjednika stranke.
2017. godine ponovno je izabran za župana Varaždinske županije i u njegovom mandatu od 2017. godine Varaždinska županija je najuspješnija hrvatska županija u povlačenju bespovratnih sredstava iz Europskih fondova za županijske projekte.

## Odlikovanja
- Dragovoljac Domovinskog rata
- Brigadir Hrvatske vojske
- Spomenica Domovinskog rata[5]
- Red kneza Domagoja[5]